# Platyarthrus adonis
Platyarthrus adonis är en kräftdjursart som beskrevs av Karl Wilhelm Verhoeff1941. Platyarthrus adonis ingår i släktet Platyarthrus och familjen myrbogråsuggor. Inga underarter finns listade i Catalogue of Life.